# Wolfgang Grimm
Wolfgang Grimm (* 1959 in Bad Tölz; † 28. September 2007 in Regensburg) war ein deutscher Maler, freischaffender Künstler und Kunsterzieher.

## Leben
Von 1977 bis 1980 bestritt er eine Ausbildung zum Technischen Zeichner.
1981/82 arbeitete er an der Akademie für das Graphische Gewerbe in München. 1982 kam es zur Gründung der AKU Akademie für Konstruktiven Unsinn in Berlin. Von 1984 bis 1989 belegte Grimm ein Studium der freien Malerei an der Akademie der Bildenden Künste in München.
1990 erhielt er ein Diplom als Meisterschüler von Professor Robin Page. 1987 war er Gründungsmitglied des KUNST-WERK e. V. in Regensburg und erhielt ein Julius-F.-Neumüller-Stipendium der Stadt Regensburg. Von 1990 bis 1993 hatte Grimm ein Atelier in Elmo/Italien. 1994 nahm er eine fixe Anstellung an der Regensburger Montessorischule an. Dort war er bis zu seinem Tod Kunst- und Werklehrer. 2002 war er Gründungsmitglied des Kunstvereins GRAZ e. V. (Regensburg) und 2003 am Aufbau einer Schule der Fantasie in Regensburg beteiligt. Weiters war Wolfgang Grimm Referent bei der Arbeitsgemeinschaft Kunsttherapie in Regensburg. Grimm starb durch Suizid.

## Medienberichte
Der Journalist Helmut Hein bezeichnete Grimm in einem Nachruf in der Mittelbayrischen Zeitung als einen der „wichtigsten ostbayerischen Künstler der letzten Jahrzehnte“, charakterisierte ihn als Berserker, Outlaw und Nighthawk, der jedoch kein Egoist und Egomane gewesen sei, sondern zu Kooperation fähig und bereit, zudem „handwerklich bestens ausgebildet“.
Der Nachruf von Helmut Hein: Herrschende Regeln kümmerten ihn nicht. Zum Tod von Wolfgang Grimm wurde in der Zeitschrift des Berufsverbandes Bildender Künstler Landesverband Bayern, 4/2007, S. 7 abgedruckt.
Ein Bericht von Helmut Hein zum Buch „Bin sofort zurück! Wolfgang“ erschien 2009 in der Mittelbayerischen Zeitung.

## Ausstellungen
- seit 1993: Städtische Galerie „Leerer Beutel“, Regensburg
- 1986: Galerie Pospieszczyk, Regensburg
- Galerie Lea München, Galerie Lothringer Straße, München
- Galerie Gegenwart, Straubing
- Kunsthaus Nürnberg
- Schlossgalerie Wörth
- 1993: Stefan Göler – Raoul Kaufer – Wolfgang Grimm: Oberpfälzer Künstlerhaus Schwandorf; Stadtmuseum Waldkraiburg
- Galerie am Maxwehr, Landshut
- Galerie Aue, Berlin
- Große Ostbayerische Kunstausstellung 2002, 2004, 2006
- 2007: X + X 2007, Oberpfälzer Künstlerhaus Schwandorf.[5]
- 2009: Der katholische Faktor in der zeitgenössischen Kunst, Städtische Galerie „Leerer Beutel“, Regensburg